# San Miguel el Alto
San Miguel el Alto é um município do estado de Jalisco, no México.
Em 2005, o município possuía um total de 26.971 habitantes.

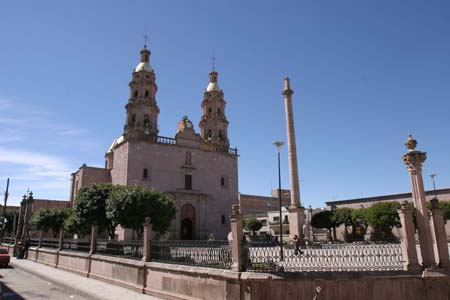